# Cryptocentrus tentaculatus
Cryptocentrus tentaculatus és una espècie de peix de la família dels gòbids i de l'ordre dels perciformes.